# Шахты-22
Шахты-22 — поселок в Щёкинском районе Тульской области в составе Ломинцевского сельского поселения.

## География
Находится в центральной части Тульской области на расстоянии приблизительно 8 км на восток по прямой от города Щёкино, административного центра района.

## История
Поселок показан на карте 1988 года. В переписи 2002 года не отмечался. Вновь учитывается с 2006 года.

## Население
Постоянное население составляло 55 человек в 2010 году.